# Borre

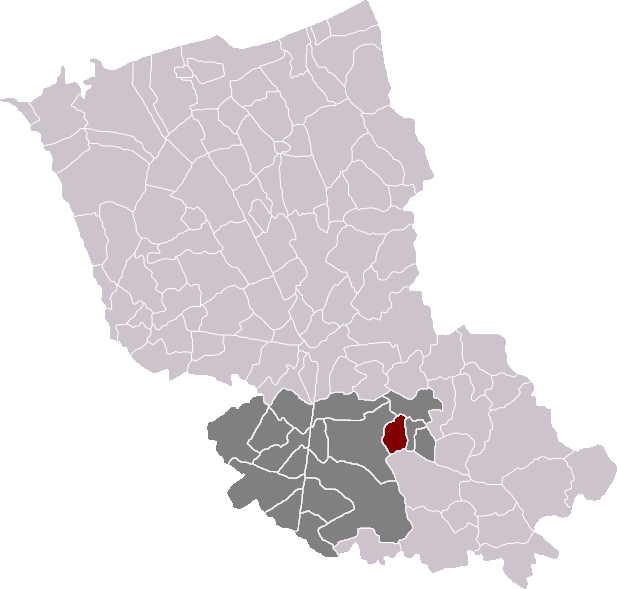
Localització de Borre

Borre  (en neerlandès Borre) és un municipi francès, situat a la regió dels Alts de França, al departament del Nord, que forma part de la Westhoek. L'any 2006 tenia 568 habitants. Limita al nord amb Caëstre, a l'oest amb Hazebrouck, a l'est amb Pradelles i al sud amb Vieux-Berquin.

## Demografia
| Evolució de la població |      |      |      |      |      |      |      |      |
| 1793                    | 1800 | 1806 | 1821 | 1831 | 1836 | 1841 | 1846 | 1851 |
| 796                     | 771  | 843  | 756  | 803  | 800  | 776  | 775  | 770  |

| 1856 | 1861 | 1866 | 1872 | 1876 | 1881 | 1886 | 1891 | 1896 |
| ---- | ---- | ---- | ---- | ---- | ---- | ---- | ---- | ---- |
| 711  | 733  | 703  | 774  | 757  | 792  | 772  | 752  | 696  |

| 1901 | 1906 | 1911 | 1921 | 1926 | 1931 | 1936 | 1946 | 1954 |
| ---- | ---- | ---- | ---- | ---- | ---- | ---- | ---- | ---- |
| 651  | 655  | 645  | 612  | 571  | 569  | 536  | 516  | 521  |

| 1962 | 1968 | 1975 | 1982 | 1990 | 1999 | 2006 | 2011 | 2016 |
| ---- | ---- | ---- | ---- | ---- | ---- | ---- | ---- | ---- |
| 483  | 455  | 419  | 465  | 473  | 540  | -    | -    | -    |

| 2019 | - | - | - | - | - | - | - | - |
| ---- | - | - | - | - | - | - | - | - |
| -    | - | - | - | - | - | - | - | - |

## Administració
| Període   | Identitat           | Partit |
| --------- | ------------------- | ------ |
| 1945-1953 | Abel Pauwels        |        |
| 1953-1971 | Marcel Cauwel       |        |
| 1971-1989 | Gaston Decouvelaere |        |
| 1989-     | Jean Catteau        |        |